# Tubastraea
Tubastraea é um gênero de coral tropical e subtropical, que popularmente é conhecido como Coral-sol.

## Invasão no Brasil
No Brasil, até hoje duas espécies foram encontradas no litoral brasileiro, Tubastraea coccinea e Tubastraea tagusensis. Ambas as espécies são nativas do Oceano Pacífico, já invadiram o Mar do Caribe e o Golfo do México. Foi registrado pela primeira vez no Brasil na década de 1980, uma década depois, o coral invadiu quase todos os costões do país.
Atualmente é encontrado em mais de 20 municípios, ao longo de mais de três mil quilômetros da costa brasileira, além de ter sido registrado em 23 vetores, desde Santa Catarina até Sergipe.

## Espécies
- Tubastraea aurea (Quoy & Gaimard, 1833)
- Tubastraea coccinea Lesson, 1830
- Tubastraea diaphana (Dana, 1846)
- Tubastraea faulkneri Wells, 1982
- Tubastraea floreana Wells, 1982
- Tubastraea micranthus (Ehrenberg, 1834)
- Tubastraea nomlandi Durham, 1942
- Tubastraea tagusensis Wells, 1982